# Caroline Vis
Caroline Vis (ur. 4 marca 1970 we Vlaardingen) – tenisistka holenderska, specjalistka gry podwójnej, reprezentantka w Pucharze Federacji.
Kariera zawodowa praworęcznej Holenderki przypadła na lata 1989–2004. Może się ona poszczycić dziewięcioma zwycięstwami turniejowymi w grze podwójnej w cyklu WTA Tour (m.in. prestiżowe mistrzostwa Kanady) oraz dalszymi osiemnastoma finałami, a najskuteczniejszą parę tworzyła z Indonezyjką Yayuk Basuki, z którą w latach 1996–1998 wystąpiła trzykrotnie w turnieju Masters (Season Ending Championships). W tym turnieju w 1998 para holendersko-indonezyjska pokonała niespodziewanie w I rundzie ówczesne liderki deblowe, Martinę Hingis i Janę Novotną. W 1999 Holenderka zakwalifikowała się do Masters z Rumunką Iriną Spîrleą. W sierpniu 1998 została sklasyfikowana na pozycji nr 9 w rankingu światowym deblistek. Poza zwycięstwami w głównym cyklu ma na koncie także pięć wygranych turniejów deblowych niższej rangi (ITF Women’s Circuit).
Vis ma również osiągnięcia w grze mieszanej. Była w finale wielkoszlemowego French Open w 1991 (z Paulem Haarhuisem) oraz jeszcze trzech półfinałach wielkoszlemowych (w 1998 w Australian Open z Haarhuisem i na Wimbledonie z Maheshem Bhupathim, w 2002 w Australian Open z Michaelem Hillem). W grze pojedynczej najwyższą pozycję rankingową Holenderka zajmowała w maju 1994 (nr 111), po osiągnięciu w t.r. ćwierćfinału halowego turnieju w Paryżu (pokonała w II rundzie Francuzkę Mary Pierce, wówczas nr 12 WTA). Jesienią 1994 w Antwerpii przeszła z powodzeniem eliminacje, ale odpadła w I rundzie turnieju głównego ze Szwajcarką Martiną Hingis, dla której był to jeden z pierwszych zawodowych występów. Łączne zarobki Caroline Vis przekroczyły milion dolarów. Pożegnała się z tenisem zawodowym turniejem w Antwerpii w 2004, gdzie w parze z Tunezyjką Salimą Safar uległa belgijskim siostrom Elke i Kim Clijsters.
W latach 1988–1999 występowała w reprezentacji Holandii w Pucharze Federacji. Grała w zespole narodowym wyłącznie jako deblistka, zazwyczaj w parze z Manon Bollegraf. Bilans jej występów to sześć zwycięstw i sześć porażek.

## Finały turniejów WTA
| Legenda                | Legenda |
| ---------------------- | ------- |
| Wielki Szlem           |         |
| Igrzyska olimpijskie   |         |
| WTA Tour Championships |         |
| 1988 – 2008            |         |
| Kategoria I            |         |
| Kategoria II           |         |
| Kategoria III          |         |
| Kategoria IV           |         |
| Kategoria V            |         |

### Gra mieszana
| Końcowy wynik | Nr | Data         | Turniej     | Nawierzchnia | Partner       | Przeciwnicy             | Wynik finału  |
| ------------- | -- | ------------ | ----------- | ------------ | ------------- | ----------------------- | ------------- |
| Finalistka    | 1. | 27 maja 1991 | French Open | Ceglana      | Paul Haarhuis | Helena Suková Cyril Suk | 6:3, 4:6, 1:6 |